# Toni Duggan
Toni Duggan (Liverpool, 1991. július 25. –) angol válogatott női labdarúgó. Az angol első osztályú bajnokságban érdekelt Everton együttesének támadója.

## Pályafutása

### Klubcsapatokban

#### Everton
Duggan 16 évesen anyaegyesületével FA-kupa döntőt játszott 2008-ban az Arsenal ellen, melyet hosszabbítás után abszolváltak első alkalommal az Everton történetében.
A 2009–10-es Bajnokok Ligájában a legjobb 16 között búcsúztatta együttesét a sorozattól a norvég Røa IL csapata.
Következő BL szezonját sikeresebbé tette hat mérkőzésen elért hat találata, azonban a sorsolás ismét kedvezőtlenül alakult, hiszen a Bundesliga ezüstérmes FCR 2001 Duisburg mindkét mérkőzésen felülmúlta csapatát.

#### Manchester City
2014-ben elfogadta a Manchester City ajánlatát, amivel az egyéni elismerések is gyarapodtak. Angol bajnoki címet és kupagyőzelmet ünnepelhetett a 2016–17-es szezonban, a Bajnokok Ligájában pedig csak az elődöntőben véreztek el a későbbi győztes Olympique Lyon ellenében.

#### Barcelona
Három felemásra sikeredett szezon után 2017. július 6-án két évre a Barcelona csapatához kötelezte el magát és két bajnoki ezüstérem, valamint egy kupagyőzelem után BL-döntőt játszhatott, de az Olympique Lyon ismét túl kemény falatnak bizonyult.

#### Atlético Madrid
2019. július 31-én az kétéves szerződést írt alá az Atlético Madrid csapatához.

#### Visszatérés az Evertonhoz
Szerződése lejártával 8 év után tért vissza szülővárosába, ahol újra kék-fehér színekbe öltözött.

### Válogatott
2007 márciusában, 15 évesen Dánia ellen debütált az U17-es válogatottban, és első szereplését góllal hálálta meɡ.
Első mérkőzését követően pályára lépett az összes korosztályos angol csapatban (U19, U20, U23), ahol gólérzékenysége is egyre jobban megmutatkozott. Részt vett a 2008-as és a 2010-es U20-as női labdarúgó-világbajnokságon, a 2009-es U19-es Európa-bajnokságon pedig négy góllal járult hozzá Anglia első Európa-bajnoki címéhez.
A felnőtt válogatottban Horvátország ellen mutatkozhatott be 2012. szeptember 19-én.
Első mesterhármasát Törökország csapata ellen érte el 2013. szeptember 26-án, majd 2014. április 5-én a montenegrói nemzeti tizenegynek is hármat lőtt a 2015-ös világbajnokság selejtezőkörében.
2015-ben harmadik, 2019-ben pedig negyedik helyezést ért el válogatottjával a világbajnokságon.

## Sikerei

### Klubcsapatokban
1-szeres angol bajnok
- Manchester City: 2016

 2-szeres angol kupagyőztes
- Everton: 2010
- Manchester City: 2010

 2-szeres angol ligakupa győztes
- Manchester City: 2014, 2016

 1-szeres Premier League Cup győztes
- Everton: 2008

 1-szeres spanyol kupagyőztes
- Barcelona: 2018

 Spanyol szuperkupa-győztes (1):
- Atlético Madrid (1): 2021

 2-szeres spanyol bajnoki ezüstérmes
- Barcelona: 2017–18, 2018–19

1-szeres Bajnokok Ligája döntős
- Barcelona: 2018–19

### A válogatottban
Anglia
- Világbajnoki bronzérmes: 2015
- U19-es Európa-bajnok: 2009
- Ciprus-kupa győztes (2): 2013,[13] 2015[14]
- Ciprus-kupa ezüstérmes (1): 2014[15]
- SheBelieves-kupa győztes (1): 2019[16]